# Fritz Bélizaire
Fritz Bélizaire – haitański polityk i inżynier budownictwa lądowego, który został nominowany przez cztery z siedmiu partii Tymczasowej Rady Prezydenckiej na stanowisko premiera Haiti. Przed nominacją był ministrem ds. młodzieży i sportu pod rządami prezydenta Renégo Prévala od 2006 do 2011 r. oraz członkiem zarządu w Ministerstwie Robót Publicznych, Transportu i Komunikacji. Blok Nierozerwalnej Większości (BMI), w skład którego wchodzą Smith Augustin, Emmanuel Vertilaire, Louis Gérald Gilles i Edgard Leblanc Fils, zgodził się przestrzegać procedury określonej w porozumieniu z dnia 3 kwietnia 2024 r., dając w ten sposób innym sektorom szansę na zgłoszenie nominacji na premiera. Od 30 kwietnia do 3 czerwca 2024 pełnił obowiązki premiera.